# Eo (Fluss)
Der Eo ist ein Fluss in Spanien, der durch die autonomen Regionen Galicien und Asturien fließt.

## Geografie
Der Eo entspringt bei Baleira in der galicischen Provinz Lugo und fließt in vorwiegend nördlicher Richtung. Bei seiner Mündung in die Kantabrische See zwischen A Punta da Cruz und A Punta Niño do Corvo bei Ribadeo bildet er die Ría del Eo (auch Ría de Ribadeo genannt), welche hier die Grenze zwischen Galicien und Asturien bildet.

### Nebenflüsse
- Río Suarón
- Rego de Fornelo
- Río de Fervedoiro
- Río de Siares
- Río Ouria
- Río Cabreira
- Río Turja
- Rodil
- Río Liñeiras
- Río de Ríotorto
- Río de Trabada
- Rio Montouto

### Flora und Fauna
Am östlichen Ufer der Ría befindet sich auf asturischem Gebiet der Naturpark Reserva Natural Parcial de la Ría del Eo, der geprägt ist von Seegraswiesen und großen Formationen von Binsen und Ried, die einer Vielzahl von Watvögeln, Entenvögeln und Möwen eine Heimat, aber auch ein Winterquartier geben.